# Der gelbe Paß
Der gelbe Paß, auch unter Der gelbe Pass geführt, ist ein 1927 entstandenes, sowjetisches Stummfilmdrama von Fedor Ozep mit Anna Sten in der Hauptrolle.

## Handlung
Russland, in der Zarenzeit. Jakow hat einen siebenjährigen Militärdienst hinter sich. Daheim wartet seine Frau Maria. Der Versuch, sich als Bauer mit etwas Land zu ernähren, ist kaum möglich, denn die Parzelle, die ihnen der Gutsbesitzer verpachtet hat, ist steinig und wenig fruchtbar. Schließlich muss sich Maria auch noch dem Willen des Gutsbesitzers beugen und als Amme der Gutsbesitzertochter Anja in die Stadt folgen. Eines Tages erfährt Jakow, dass Marias Herr sich Jakows Frau mit Gewalt genommen hat. Doch Jakows Wut richtet sich nicht gegen den Herrn Baron. Nein, vielmehr verstößt er nun die zutiefst gepeinigte Maria.
Für Maria ist dies alles zu viel; sie bricht zusammen und wird daraufhin vom Gutsherrn entlassen. So beginnt bald ihr Niedergang. Als Maria bei einer Polizeirazzia in die Fänge der Staatsmacht gerät, wird sie für eine Prostituierte gehalten und erhält den für derlei Damen reservierten, sogenannten „gelben Pass“. Tatsächlich rutscht das Mädchen in das „älteste Gewerbe der Welt“ ab. In einem Bordell erfährt sie, dass es auch ihrem Jakow mittlerweile sehr schlecht ergangen ist: Er ist durch einen Arbeitsunfall körperlich behindert und kann nun nicht mehr arbeiten. Sie rafft sich auf und besucht den von ihr getrennt lebenden Ehemann. Beide schöpfen aus diesem Wiedersehen frische Kraft für einen Neubeginn.

## Produktionsnotizen
Der gelbe Paß wurde 1927 abgedreht und lief am 7. Februar 1928 in der UdSSR an. In Deutschland lief der Film mit großer Wahrscheinlichkeit noch im selben Jahr an. Angesichts des Publikumserfolges übersiedelte Regisseur Fedor Ozep noch im selben Jahr 1928 nach Deutschland und drehte dort als erstes die gefeierte Tolstoi-Adaption Der lebende Leichnam.

## Kritiken
„Eine melodramatische Geschichte, die routiniert in Szene gesetzt wurde und die gute darstellerische Leistungen und einige gelungene Milieuschilderungen aufweist.“

Georges Sadoul nannte Der gelbe Paß einen „vielversprechenden Streifen“.